# Iridopsis pergracilis
Iridopsis pergracilis là một loài bướm đêm trong họ Geometridae.

## Hình ảnh

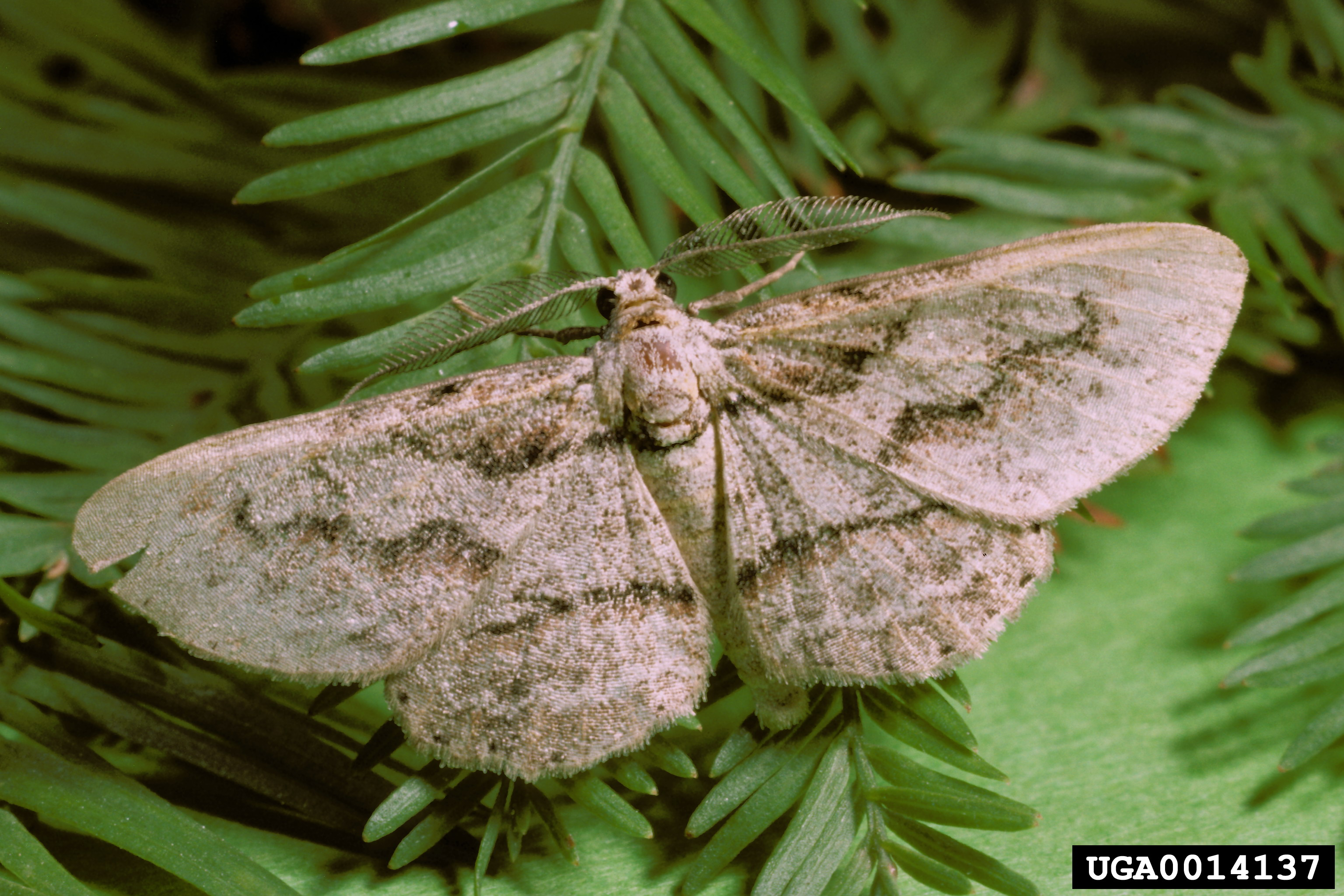
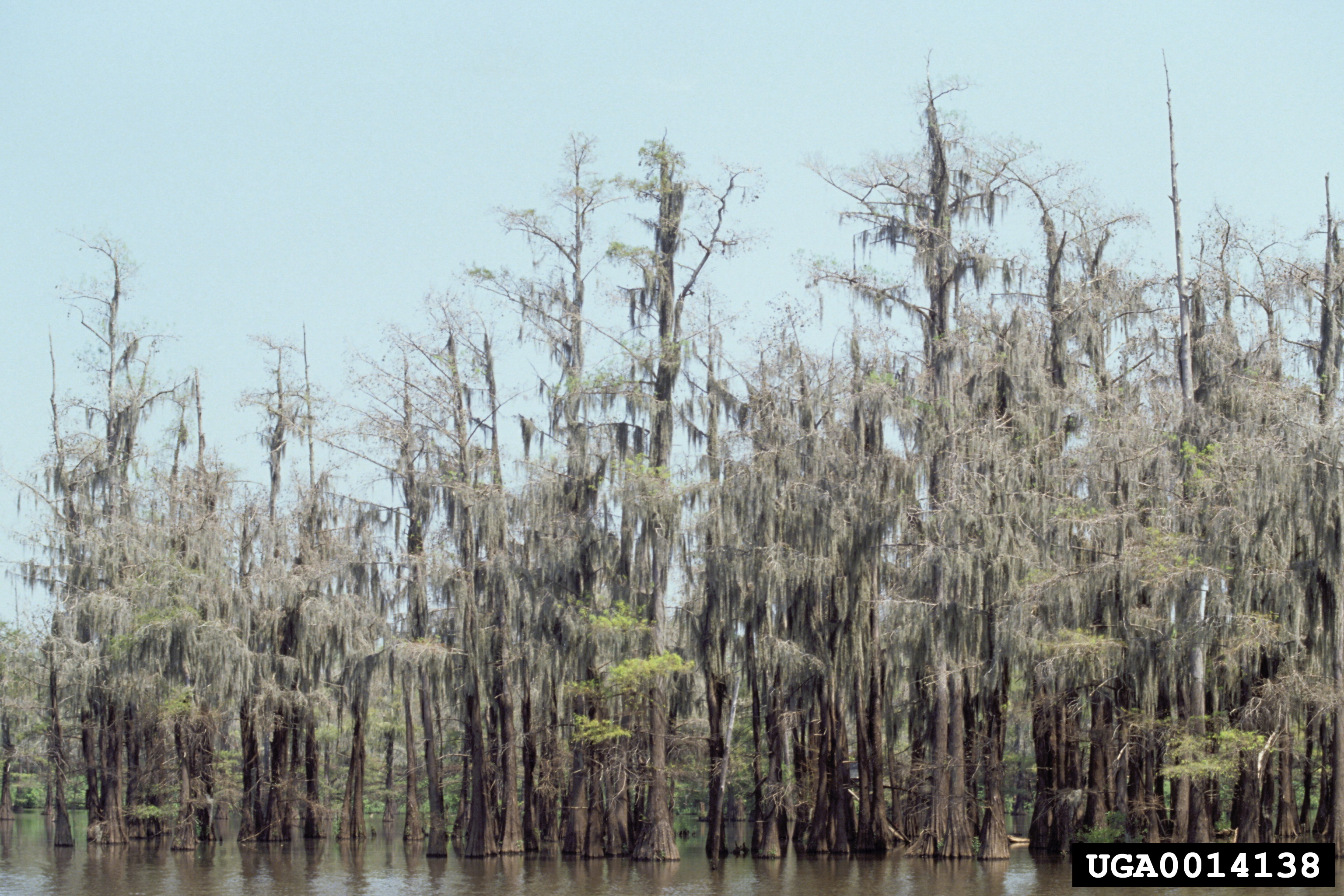
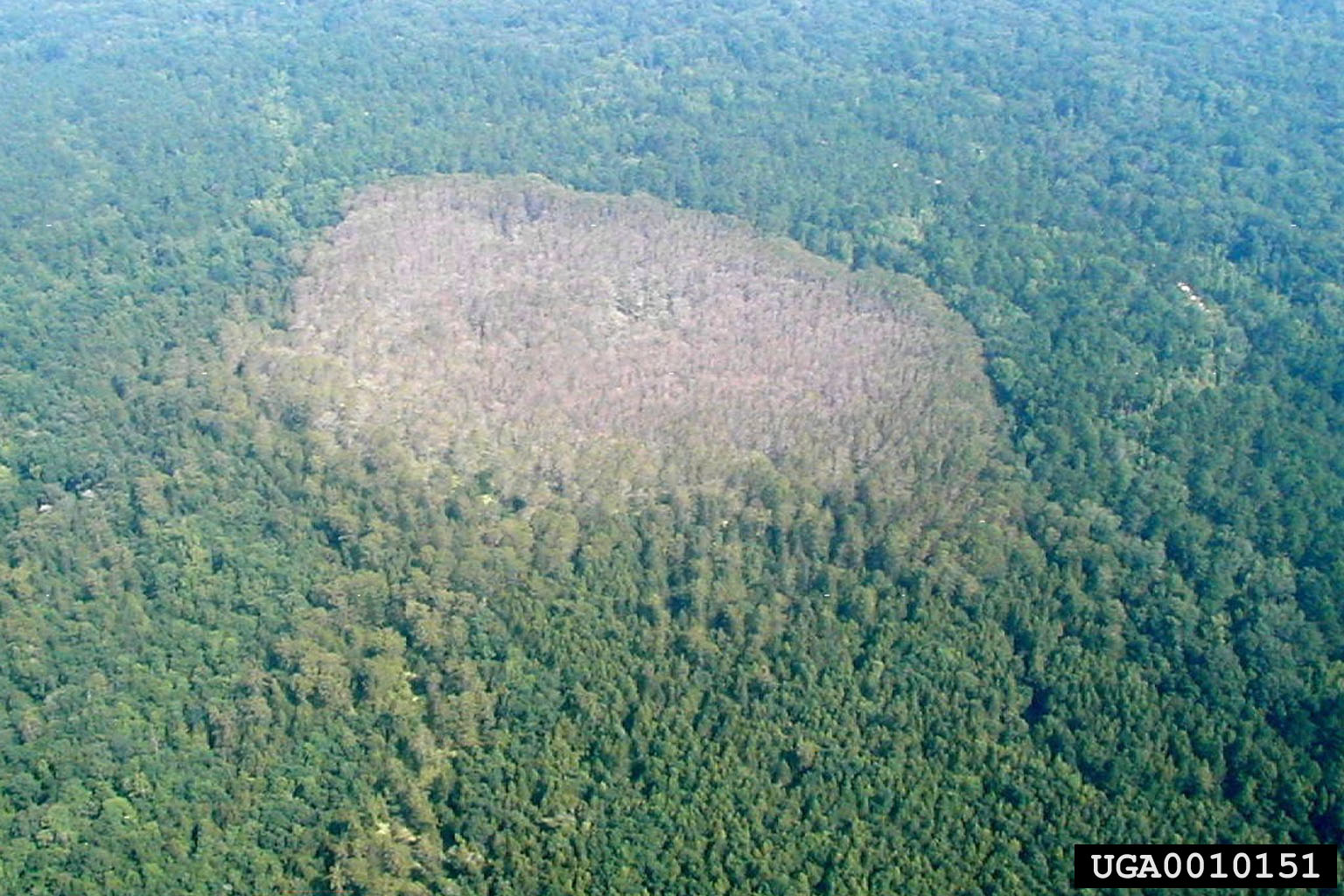
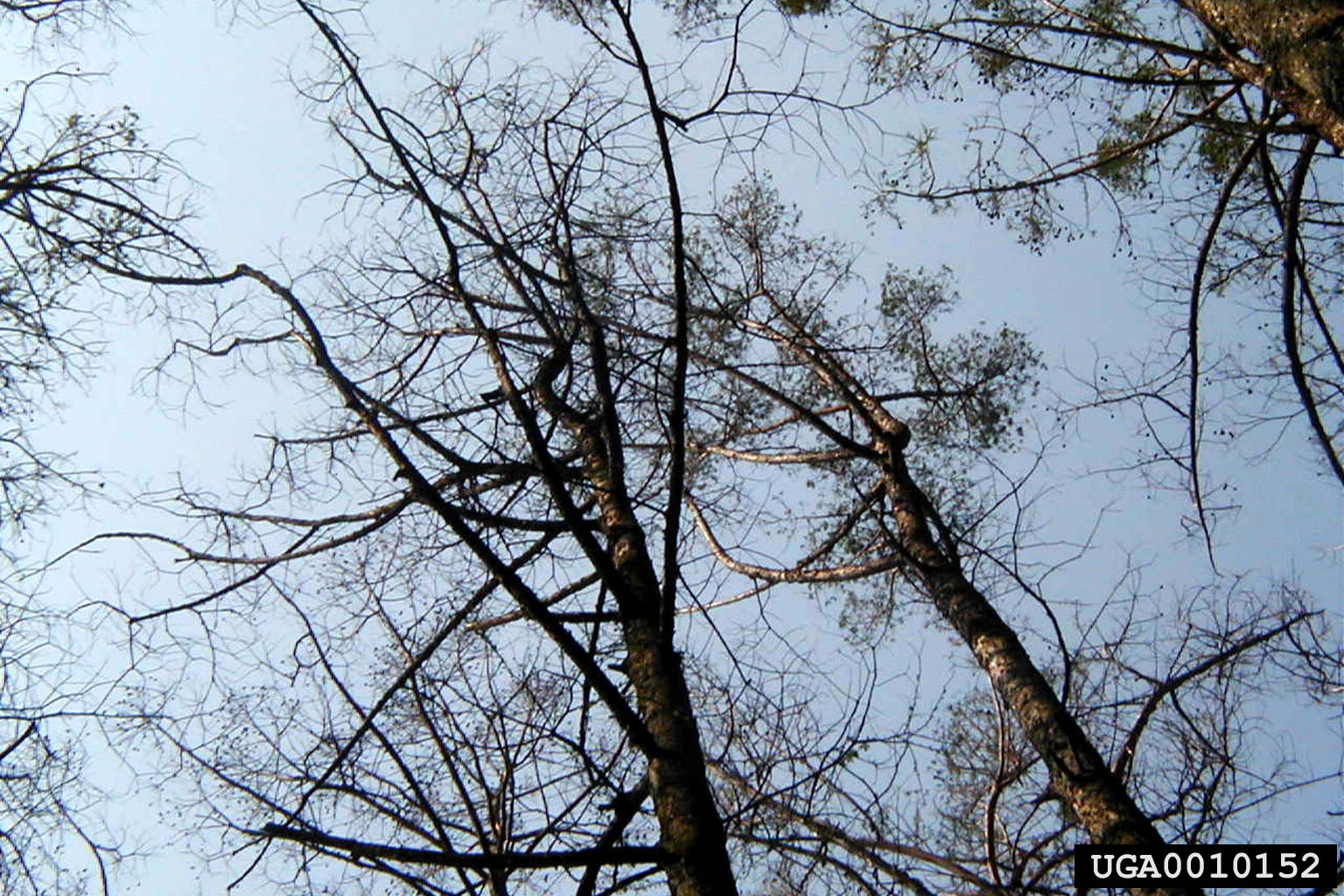